# Liste der Kulturdenkmale in Heide (Holstein)
In der Liste der Kulturdenkmale in Heide sind alle Kulturdenkmale der schleswig-holsteinischen Stadt Heide (Kreis Dithmarschen) aufgelistet (Stand: 21. Juli 2025).

## Legende
In den Spalten befinden sich folgende Informationen:
- Objekt-ID: die Nummer des Kulturdenkmales
- Lage: die Adresse des Kulturdenkmales und die geographischen Koordinaten. Kartenansicht, um Koordinaten zu setzen. In der Kartenansicht sind Kulturdenkmale ohne Koordinaten mit einem roten Marker dargestellt und können in der Karte gesetzt werden. Kulturdenkmale ohne Bild sind mit einem blauen Marker gekennzeichnet, Kulturdenkmale mit Bild mit einem grünen Marker.
- Offizielle Bezeichnung: Bezeichnung des Kulturdenkmales
- Beschreibung: die Beschreibung des Kulturdenkmales
- Bild: ein Bild des Kulturdenkmales

## Sachgesamtheiten
| Objekt-ID      | Lage                                                              | Offizielle Bezeichnung      | Beschreibung | Bild                             |
| -------------- | ----------------------------------------------------------------- | --------------------------- | --- | -------------------------------- |
| 40544 Wikidata | Markt (54° 11′ 40″ N, 9° 5′ 31″ O)                                | Kirche St. Jürgen           | Aktualisierung vorgesehen - Begründung: geschichtlich, künstlerisch, städtebaulich, Kulturlandschaft prägend - Schutzumfang: Kirche St. Jürgen mit Ausstattung, Kirchhof, Grabmale bis 1870, Lindenkranz (Kirchhof) | weitere Fotos \| Fotos hochladen |
| 55266 Wikidata | Waldschlößchenstraße 47d, 47, 47-47d (54° 12′ 13″ N, 9° 6′ 14″ O) | Landwirtschaftsschule Heide | Landwirtschaftsschule Heide; 1924–25, von Hermann Rohwer; expressionistisches, zweigeschossiges Schulgebäude mit verbundener Direktorenvilla in eingefriedeter Grünanlage, im Inneren künstlerische Ausgestaltung von Hans Gross; bis 1974 zugleich Sitz des Kreistages Norderdithmarschens - Begründung: geschichtlich, wissenschaftlich, künstlerisch, städtebaulich, Kulturlandschaft prägend - Schutzumfang: Landwirtschaftsschule, Einfriedung und Außenanlagen (Waldschlößchenstraße 47), Direktorenvilla der Landwirtschaftsschule (Waldschlößchenstraße 47d) | weitere Fotos \| Fotos hochladen |

## Bauliche Anlagen
| Objekt-ID      | Lage                                                     | Offizielle Bezeichnung                        | Beschreibung | Bild                             |
| -------------- | -------------------------------------------------------- | --------------------------------------------- | --- | -------------------------------- |
| 1547 Wikidata  | Am Galgenberg 9 (54° 12′ 39″ N, 9° 6′ 35″ O)             | Wohnhaus Hans Gross                           | Alteintragung (Aktualisierung vorgesehen) - Begründung: geschichtlich, künstlerisch - Schutzumfang: gesamtes Objekt - Denkmaltyp: Bauliche Anlage | weitere Fotos \| Fotos hochladen |
| 3083 Wikidata  | Brahmsstraße (54° 11′ 52″ N, 9° 5′ 51″ O)                | Wasserturm                                    | Der Turm wurde nach den Plänen des Kieler Architekten Voigt im Jahr 1903 errichtet. Der sich konisch verjüngende Backsteinschaft ist in der Sockelzone mit Granit verkleidet. Ein Kranz von Blendarkaden bildet den Übergang zum Backsteinmauerwerk. Ein weiterer Arkadenkranz befindet sich unterhalb des Turmkopfes, der ursprünglich einen Intze-1-Wasserbehälter mit 225 m³ Fassungsvermögen enthielt. Alteintragung (Aktualisierung vorgesehen) - Begründung: geschichtlich, städtebaulich - Schutzumfang: gesamtes Äußeres - Denkmaltyp: Bauliche Anlage                                             | weitere Fotos \| Fotos hochladen |
| 3079 Wikidata  | Kleine Westerstraße 2 (54° 11′ 41″ N, 9° 5′ 22″ O)       | Wohnhaus                                      | Alteintragung (Aktualisierung vorgesehen) - Begründung: Alteintragung (Aktualisierung vorgesehen) - Schutzumfang: Alteintragung (Aktualisierung vorgesehen) - Denkmaltyp: Bauliche Anlage | Fotos hochladen                  |
| 9731 Wikidata  | Landvogt-Johannsen-Straße 1 (54° 12′ 10″ N, 9° 6′ 22″ O) | Kfz-Meisterschule: Wirtschaftsblock (Kantine) | Alteintragung (Aktualisierung vorgesehen) - Begründung: Alteintragung (Aktualisierung vorgesehen) - Schutzumfang: Alteintragung (Aktualisierung vorgesehen) - Denkmaltyp: Bauliche Anlage | weitere Fotos \| Fotos hochladen |
| 28285 Wikidata | Landvogt-Johannsen-Straße 1 (54° 12′ 10″ N, 9° 6′ 21″ O) | Kfz-Meisterschule: Außenanlagen               | Alteintragung (Aktualisierung vorgesehen) - Begründung: Alteintragung (Aktualisierung vorgesehen) - Schutzumfang: Alteintragung (Aktualisierung vorgesehen) - Denkmaltyp: Bauliche Anlage | BW                               |
| 12532 Wikidata | Lüttenheid 32 (54° 11′ 35″ N, 9° 5′ 50″ O)               | Grundschule Lüttenheid                        | Alteintragung (Aktualisierung vorgesehen) - Begründung: geschichtlich, künstlerisch - Schutzumfang: gesamtes Objekt - Denkmaltyp: Bauliche Anlage | Fotos hochladen                  |
| 32817 Wikidata | Lüttenheid 40 (54° 11′ 35″ N, 9° 5′ 47″ O)               | Ehemaliges Wohnhaus (Heider Heimatmuseum)     | Ehemaliges Wohnhaus (Heimatmuseum); 18./19. Jh.; eingeschossiger Backsteinbau in Giebelstellung mit weißer Putzschlämme, Satteldach, Straßenfront fünfachsig mit Mitteleingang, Giebel verbrettert ehem. Wohnhaus (Heimatmuseum); 18./19. Jh.; eingeschossiger - Begründung: geschichtlich, städtebaulich - Schutzumfang: gesamtes Objekt - Denkmaltyp: Bauliche Anlage | Fotos hochladen                  |
| 48167 Wikidata | Lüttenheid 44 (54° 11′ 36″ N, 9° 5′ 47″ O)               | Ehemaliges Wohnhaus (Heimatmuseum)            | Ehemaliges Wohnhaus (Heimatmuseum); E. 19. Jh.; eingeschossiger Backsteinbau in Giebelstellung mit Satteldach, Straßenfront fünfachsig mit Mitteleingang, schlichte zeittypische Backsteinornamentik - Begründung: geschichtlich, städtebaulich - Schutzumfang: gesamtes Objekt - Denkmaltyp: Bauliche Anlage | Fotos hochladen                  |
| 3080 Wikidata  | Lüttenheid 48 (54° 11′ 34″ N, 9° 5′ 46″ O)               | Klaus-Groth-Museum                            | Klaus-Groth-Museum; Alteintragung (Aktualisierung vorgesehen) - Begründung: geschichtlich, künstlerisch, städtebaulich - Schutzumfang: gesamtes Objekt - Denkmaltyp: Bauliche Anlage | weitere Fotos \| Fotos hochladen |
| 41485 Wikidata | Lüttenheid 81 (54° 11′ 33″ N, 9° 5′ 43″ O)               | Wohnhaus                                      | Einfamilienhaus; 1920er Jahre; eingeschossiger Klinkerbau über quadratischem Grundriss, Pyramidendach mit weitem Dachüberstand und flachgedeckten Gauben, ansprechende Fassadengestaltung mit qualitätvollen Details, Klinkereinfriedung - Begründung: geschichtlich, künstlerisch, städtebaulich - Schutzumfang: Wohnhaus, Einfriedung - Denkmaltyp: Bauliche Anlage | Fotos hochladen                  |
| 3078 Wikidata  | Markt (54° 11′ 40″ N, 9° 5′ 32″ O)                       | Kirche St. Jürgen mit Ausstattung             | Alteintragung (Aktualisierung vorgesehen) - Begründung: geschichtlich, künstlerisch, städtebaulich - Schutzumfang: gesamtes Objekt - Denkmaltyp: Bauliche Anlage, Sachgesamtheit: Kirche St. Jürgen | weitere Fotos \| Fotos hochladen |
| 6297 Wikidata  | Markt (54° 11′ 42″ N, 9° 5′ 34″ O)                       | Marktplatz                                    | Alteintragung (Aktualisierung vorgesehen) - Begründung: geschichtlich, wissenschaftlich, städtebaulich - Schutzumfang: gesamtes Objekt - Denkmaltyp: Bauliche Anlage | Fotos hochladen                  |
| 32087          | Neue Anlage 18 (54° 11′ 32″ N, 9° 5′ 38″ O)              | ehem. Villa                                   | ehem. Villa; 1906, Planung von Christens & Pehmer für Carl Böttcher; zweigeschossiger Villenbau in Ecklage mit Komplexdach, zwei Eckrisaliten, achteckigem Turm mit Glockendach, Zierfachwerk und hölzernem Vorbau mit aufwändigem Schnitzwerk; später Umnutzung als Gesundheitsamt und Tagesklinik - Begründung: geschichtlich, städtebaulich - Schutzumfang: gesamtes Äußeres, - Denkmaltyp: Bauliche Anlage | BW                               |
| 3081 Wikidata  | Markt (54° 11′ 39″ N, 9° 5′ 29″ O)                       | Ventilbrunnen                                 | Alteintragung (Aktualisierung vorgesehen) - Begründung: Alteintragung (Aktualisierung vorgesehen) - Schutzumfang: Alteintragung (Aktualisierung vorgesehen) - Denkmaltyp: Bauliche Anlage | weitere Fotos \| Fotos hochladen |
| 8247 Wikidata  | Markt 26 (54° 11′ 38″ N, 9° 5′ 35″ O)                    | Wohn- und Geschäftshausfassade                | Alteintragung (Aktualisierung vorgesehen) - Begründung: geschichtlich, städtebaulich - Schutzumfang: gesamtes Äußeres - Denkmaltyp: Bauliche Anlage | weitere Fotos \| Fotos hochladen |
| 3082 Wikidata  | Markt 27 – 28 (54° 11′ 38″ N, 9° 5′ 33″ O)               | Pastorat                                      | Alteintragung (Aktualisierung vorgesehen) - Begründung: geschichtlich, städtebaulich - Schutzumfang: Alteintragung (Aktualisierung vorgesehen) - Denkmaltyp: Bauliche Anlage | weitere Fotos \| Fotos hochladen |
| 8248 Wikidata  | Markt 29 (54° 11′ 38″ N, 9° 5′ 32″ O)                    | sog. Postelheim                               | sog. Postelheim; 1893; von Oskar Knölk, für Wilhelmine Postel; zweigeschossiger Ziegelbau mit Mittelrisalit, Prunkgiebel und Mansarddach und Belvedere-Terrasse, reiche neobarocke Stuck- und Putzgliederung über rustiziertem Erdgeschoss - Begründung: geschichtlich, künstlerisch, städtebaulich - Schutzumfang: sog. Postelheim, - Denkmaltyp: Bauliche Anlage | Fotos hochladen                  |
| 23238 Wikidata | Rosenstraße 41 (54° 11′ 52″ N, 9° 5′ 30″ O)              | Heisenberg-Gymnasium                          | Heisenberg-Gymnasium; 1904–06; freistehender dreigeschossiger, gestaffelter Backsteinbau mit ausgeprägtem Zierverband, Nordflügel, Verbindungsbau zur Sporthalle und Hausmeisterwohnbau; im Inneren Aula mit künstlerischer Ausgestaltung, Treppenhaus und Kriegsgedenkstätte - Begründung: geschichtlich, städtebaulich - Schutzumfang: Heisenberg-Gymnasium, - Denkmaltyp: Bauliche Anlage | Fotos hochladen                  |
| 12365 Wikidata | Stettiner Straße 30 (54° 11′ 36″ N, 9° 6′ 37″ O)         | Kreishaus Dithmarschen                        | Kreishaus Dithmarschen; 1972–74, Architekt Into Pyykkö; Solitärer Zentralbau auf wenige geometrische Großformen reduziert, vier konkav gewölbte Büroflügel um einen Erschließungskern geordnet, mit Luftgeschoss von breitgelagertem quadratischem Sockelgeschoss abgesetzt - Begründung: geschichtlich, künstlerisch, städtebaulich - Schutzumfang: gesamtes Objekt - Denkmaltyp: Bauliche Anlage | weitere Fotos \| Fotos hochladen |
| 9730 Wikidata  | Stiftstraße 79 (54° 12′ 6″ N, 9° 6′ 16″ O)               | Kfz.-Meisterschule: Hörsaalgebäude            | Alteintragung (Aktualisierung vorgesehen) - Begründung: geschichtlich, künstlerisch, städtebaulich - Schutzumfang: Alteintragung (Aktualisierung vorgesehen) - Denkmaltyp: Bauliche Anlage | weitere Fotos \| Fotos hochladen |
| 28286 Wikidata | Stiftstraße 79 (54° 12′ 9″ N, 9° 6′ 21″ O)               | Kfz.-Meisterschule: Außenanlagen              | Alteintragung (Aktualisierung vorgesehen) - Begründung: Alteintragung (Aktualisierung vorgesehen) - Schutzumfang: Alteintragung (Aktualisierung vorgesehen) - Denkmaltyp: Bauliche Anlage | weitere Fotos \| Fotos hochladen |
| 1786 Wikidata  | Süderstraße 2 (54° 11′ 38″ N, 9° 5′ 27″ O)               | Dreetörnhus                                   | Alteintragung (Aktualisierung vorgesehen) - Begründung: geschichtlich, städtebaulich - Schutzumfang: gesamtes Äußeres - Denkmaltyp: Bauliche Anlage | weitere Fotos \| Fotos hochladen |
| 1918 Wikidata  | Turnstraße 2 (54° 11′ 30″ N, 9° 5′ 47″ O)                | Konzerthaus „Tivoli“                          | Konzerthaus „Tivoli“; 1865-1866, von Heinrich Friedrich Blunck, 1891 umgebaut; giebelständiger zweigeschossiger Massivbau mit ausgebautem Satteldach, zweigeschossiger Saalbau mit Satteldach, südseitig eingeschossigen Anbauten; im Inneren großer Bühnensaal mit Empore und Ausstattung, Foyer mit Garderoben, Schank- und Nebenräumen, Bigletterie; Südflügel 2005 abgebrannt, modern ersetzt - Begründung: geschichtlich, künstlerisch, städtebaulich - Schutzumfang: Konzerthaus „Tivoli“, - Denkmaltyp: Bauliche Anlage                                                                             | weitere Fotos \| Fotos hochladen |
| 8258 Wikidata  | Waldschlösschenstraße 47 (54° 12′ 13″ N, 9° 6′ 13″ O)    | Landwirtschaftsschule                         | Landwirtschaftsschule; 1924–25, von Hermann Rohwer; traufständiger, expressionistischer Sichtziegelbau mit neun Achsen in zwei Registern über Souterrain und Walmdach, Zwerchhaus mit Staffelgiebel und spitzbogigem Portal; im Inneren ausgestaltete Aula, Malereien und Baukeramik von Hans Gross; mit Ausstattung; mit Außenanlagen und Einfriedung - Begründung: geschichtlich, wissenschaftlich, künstlerisch, städtebaulich, Kulturlandschaft prägend - Schutzumfang: Landwirtschaftsschule, Einfriedung und Außenanlagen - Denkmaltyp: Bauliche Anlage, Sachgesamtheit: Landwirtschaftsschule Heide | weitere Fotos \| Fotos hochladen |
| 26995 Wikidata | Waldschlößchenstraße 47 d (54° 12′ 13″ N, 9° 6′ 15″ O)   | Direktorenvilla der Landwirtschaftsschule     | Direktorenvilla der Landwirtschaftsschule; 1924–25, von Hermann Rohwer; giebelständiger, zweigeschossiger Sichtziegelbau mit je drei Achsen und Walmdach, ausklinkender Erweiterung mit Flachdach; eingeschossiger Verbindungsbau zum Schulhaus; innen Hans Groß zugeschriebenes Wandgemälde - Begründung: geschichtlich, wissenschaftlich, künstlerisch, städtebaulich, Kulturlandschaft prägend - Schutzumfang: Direktorenvilla der Landwirtschaftsschule, - Denkmaltyp: Bauliche Anlage, Sachgesamtheit: Landwirtschaftsschule Heide                                                                    | BW                               |
| 55590          | Westermoorweg (54° 10′ 46″ N, 9° 5′ 45″ O)               | Gedenkstätte Westermoorweg                    | Gedenkstätte Westermoorweg; 1949-2011; Mahnmal über den 1941[-1945] entstandenen Massengräbern für Kriegsgefangene und Zwangsarbeiter aus der ehem. Sowjetunion, vereinzelt auch Gefallener der Alliierten, Grünfläche mit Umwallung und den Weg flankierenden Bäumen, Holzkreuz, Gedenkstein mit Inschrift, seit 2011 erneuerter Weg in Form eines orthodoxen Kreuzes, Geschichtstafeln - Begründung: geschichtlich, wissenschaftlich - Schutzumfang: Gedenkstätte Westermoorweg, - Denkmaltyp: Bauliche Anlage                                                                                           | weitere Fotos \| Fotos hochladen |

## Gründenkmale
| Objekt-ID      | Lage                               | Offizielle Bezeichnung | Beschreibung | Bild            |
| -------------- | ---------------------------------- | ---------------------- | --- | --------------- |
| 19633 Wikidata | Markt (54° 11′ 40″ N, 9° 5′ 30″ O) | Kirchhof               | Alteintragung (Aktualisierung vorgesehen) - Begründung: geschichtlich, Kulturlandschaft prägend - Schutzumfang: Kirchhof, Grabmale bis 1870, Lindenkranz (Kirchhof) - Denkmaltyp: Gründenkmal, Sachgesamtheit: Kirche St. Jürgen | Fotos hochladen |

## Quelle
- Liste der Kulturdenkmale in Schleswig-Holstein – Kreis Dithmarschen (PDF)

- Karte mit allen Koordinaten:
- OSM |
- WikiMap